# Đường sông Việt Nam

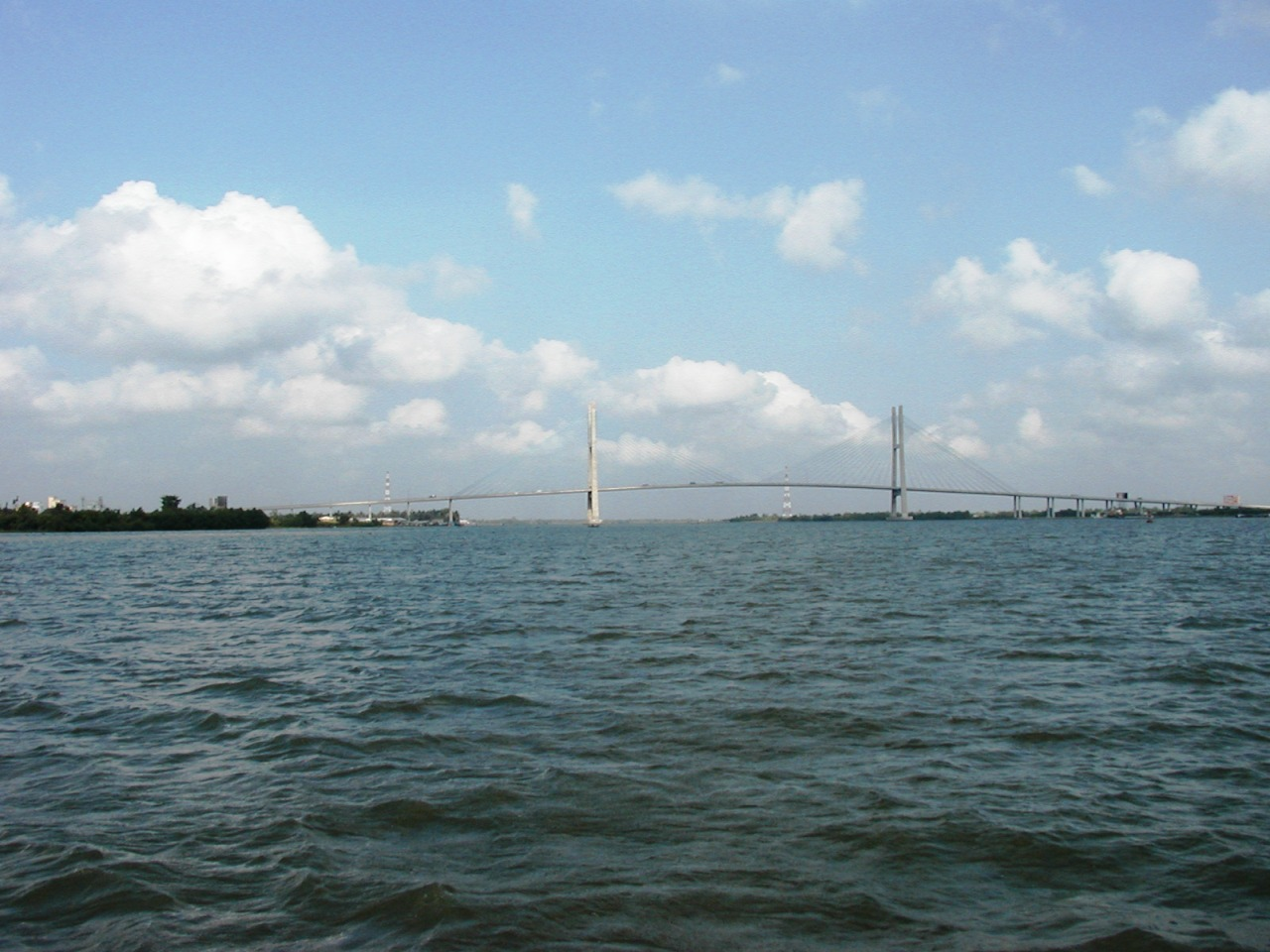
Đường sông Tiền phía trên cầu Mỹ Thuận.

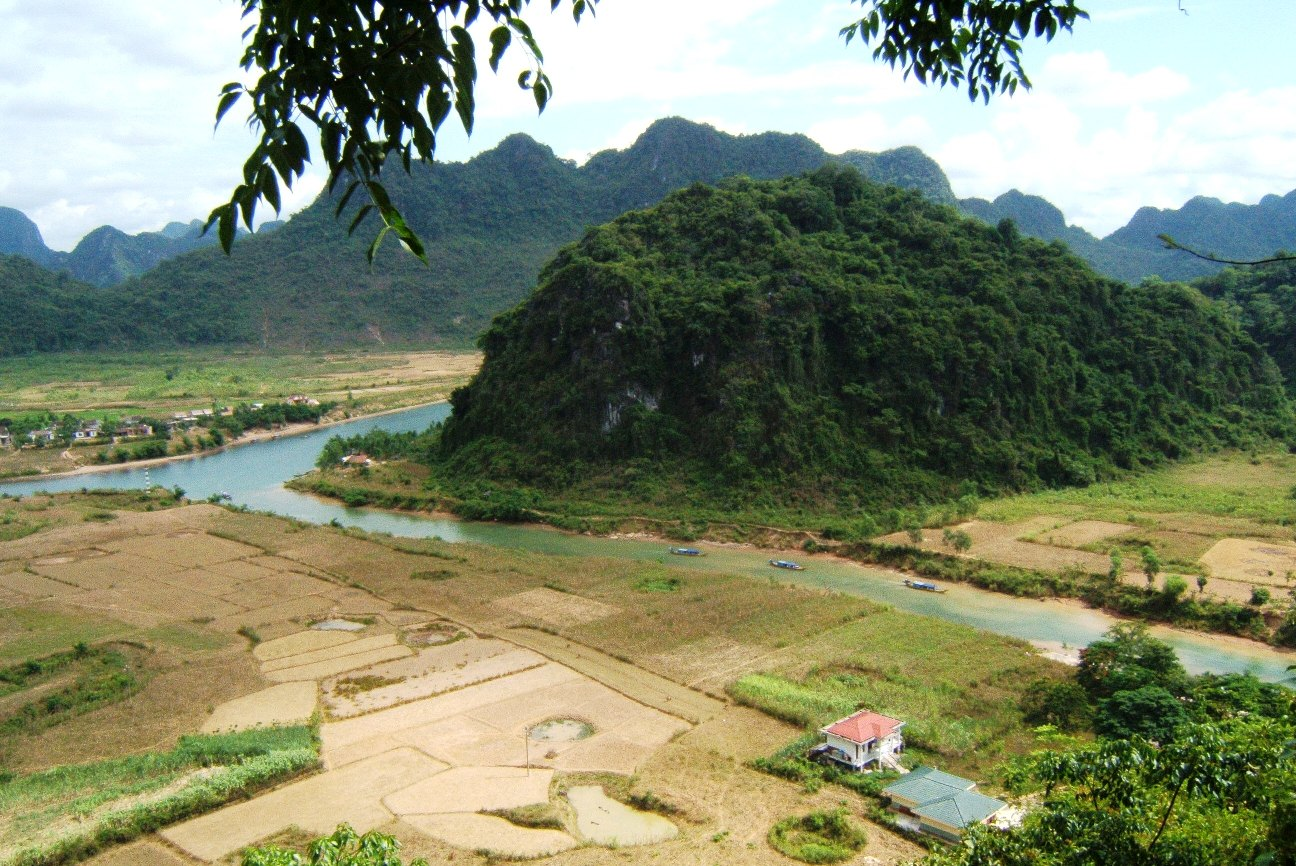
Đường sông Son tấp nập ở Quảng Bình.

Đường sông Việt Nam hay đường thủy nội địa Việt Nam là hệ thống các tuyến giao thông trên sông ở Việt Nam, được quản lý bởi Cục Đường thủy nội địa Việt Nam. Đường sông Việt Nam được phân ra thành đường sông do Trung ương quản lý và đường sông do địa phương quản lý với 6 cấp kỹ thuật từ cấp V đến cấp I và cấp đặc biệt.

## Quy mô
- Việt Nam có tới 2.360 con sông, kênh lớn nhỏ với tổng chiều dài khoảng 41.900 km, nhưng mới quản lý và khai thác được 8.036 km.
- Mật độ sông và kênh trung bình ở Việt Nam 0,6 km/km², khu vực sông Hồng 0,45 km/km² và khu vực đồng bằng sông cửu Long là 0,68 km/km². Dọc bờ biển cứ khoảng 23 km có một cửa sông. Theo thống kê có 112 con sông đổ ra biển. Các sông lớn thường bắt nguồn từ nước ngoài chỉ có phần trung du và hạ lưu chảy trên địa phận Việt Nam.
- Lưu lượng nước của các sông và kênh là 26.600 m³/s, trong tổng lượng nước này phần được sinh ra trên đất Việt Nam chiếm 38,5%, phần từ nước ngoài chảy vào Việt Nam chiếm khoảng 61,5%. Lượng nước không đồng đều giữa các hệ thống sông: hệ thống sông Mê Công chiếm 60,4%, hệ thống sông Hồng 15,1% và các con sông còn lại chiếm 24,5%.

## Các hệ thống sông lớn
- Hệ thống sông Kỳ Cùng - Bằng Giang.
- Hệ thống sông Thái Bình.
- Hệ thống sông Hồng.
- Hệ thống sông Mã.
- Hệ thống sông Lam (sông Cả).
- Hệ thống sông Thu Bồn.
- Hệ thống sông Ba (sông Đà Rằng)
- Hệ thống sông Đồng Nai.
- Hệ thống sông Mê Công (sông Cửu Long)

## Các tuyến đường thủy chính
Việt Nam hiện có 45 tuyến giao thông đường thủy chính, trong đó Khu vực phía Bắc có 17 tuyến, Khu vực miền Trung phía có 10 tuyến, Khu vực phía Nam có 18 tuyến, cụ thể như sau:

### Khu vực phía Bắc
Khu vực phía Bắc gồm 17 tuyến:
- Tuyến Quảng Ninh - Hải Phòng - Việt Trì qua sông Đuống dài 154,5 km: Quy hoạch cấp II. Tĩnh không các cầu xây mới từ Hải Phòng đến cầu Bình tối thiểu đạt 9,5 m; từ cầu Bình lên thượng lưu tối thiểu đạt 7 m.
- Tuyến Quảng Ninh - Ninh Bình (qua sông Đào Hải Phòng, sông Luộc, từ cửa Lục đến cảng Ninh Phúc dài 264 km): Quy hoạch cấp II (riêng đoạn từ cửa Văn Úc đến cầu Khuể là cấp đặc biệt). Tĩnh không cầu quy hoạch các đoạn tuyến như sau:

+ Sông Đào Hạ Lý (Hải Phòng) dài 3 km: Đoạn từ ngã ba Xi Măng (sông Cấm) đến ngã ba sông Rế, các cầu khi xây dựng mới tĩnh không tối thiểu đạt 4,75 m; đoạn từ ngã ba sông Rế đến ngã ba Niệm các cầu khi xây dựng mới tĩnh không tối thiểu đạt 7 m;
+ Sông Lạch Tray, sông Văn Úc, sông Kênh Khê, sông Luộc: Các cầu khi xây dựng mới tĩnh không tối thiểu đạt 7 m;
+ Đoạn sông Đào Nam Định từ ngã ba sông Đáy đến cảng Nam Định phục vụ tàu pha sông biển đến 1.000 T giữ nguyên quy hoạch cấp II; đoạn hạ lưu từ ngã ba sông Đáy đến cầu Đò Quan không cầu xây mới đạt 9 m, đoạn thượng lưu từ ngã ba sông Hồng đến cầu Đò Quan tĩnh không cầu xây mới đạt 7 m;
+ Tuyến sông Đáy đoạn từ ngã ba sông Đào Nam định đến Ninh Bình, phục vụ tàu pha sông biển đến 3.000 T (giảm tải) cập cảng Ninh Phúc, quy hoạch cấp đặc biệt.
- Tuyến từ cảng Hà Nội đến cửa Lạch Giang (cửa sông Ninh Cơ), dài 196 km: Quy hoạch cấp I, đoạn cửa Lạch Giang đến kênh nối Đáy - Ninh Cơ là cấp đặc biệt.
- Tuyến cửa Đáy - Ninh Bình (từ cửa Đáy đến cảng Ninh Phúc) dài 72 km: Phục vụ tàu pha sông biển đến 3.000T (giảm tải) cập cảng Ninh Phúc, quy hoạch cấp đặc biệt.
- Tuyến Quảng Ninh - Ninh Bình (qua cửa Lạch Giang, kênh nối Đáy - Ninh Cơ) từ cửa Lục đến cảng Ninh Phúc dài 178,5 km: phục vụ tàu 3.000 T (giảm tải) cập cảng Ninh Phúc, quy hoạch cấp đặc biệt.
- Tuyến Hà Nội - Việt Trì - Lào Cai từ cảng Hà Nội đến ngã ba Nậm Thi (thành phố Lào Cai) dài 365,5 km; cụ thể:

+ Đoạn Hà Nội - cảng Việt Trì dài 74 km trên sông Hồng: Quy hoạch cấp II;
+ Đoạn từ Việt Trì - cảng Yên Bái dài 125 km: Quy hoạch cấp III;
+ Đoạn từ cảng Yên Bái - ngã ba Nậm Thi (Lào Cai) dài 166 km: Quy hoạch cấp IV; nghiên cứu xây dựng đập dâng nước, âu tầu kết hợp thủy điện để nâng lên cấp III.
- Tuyến Việt Trì - Hòa Bình từ cảng Việt Trì đến cảng Hòa Bình dài 74 km: Quy hoạch cấp III.
- Tuyến Việt Trì - Tuyên Quang - Na Hang dài 186 km:

+ Đoạn từ Việt Trì - Tuyên Quang (ngã 3 Lô Gâm) dài 115 km: Quy hoạch cấp III;
+ Đoạn Tuyên Quang từ ngã 3 Lô Gâm đến hạ lưu đập thủy điện Tuyên Quang dài 71 km: Đoạn từ Tuyên Quang đến Chiêm Hóa quy hoạch cấp IV, đoạn từ Chiêm Hóa đến đập thủy điện Tuyên Quang (Na Hang) điều chỉnh đạt cấp V.
- Tuyến Phả Lại - Đa Phúc từ cảng Phả Lại đến cảng Đa Phúc dài 86 km: Quy hoạch cấp III.
- Tuyến Phả Lại - Á Lữ từ cảng Phả Lại đến cảng Á Lữ dài 35 km: Quy hoạch cấp III.
- Tuyến Ninh Bình - Thanh Hóa từ cảng Ninh Phúc đến cảng Lễ Môn dài 129 km:

+ Đoạn sông Đáy từ cửa Đáy đến Ninh Bình dài 72 km, phục vụ tàu pha sông biển đến 3.000 T (giảm tải) cập cảng Ninh Phúc, quy hoạch cấp đặc biệt;
+ Đoạn sông Lèn từ bến Đò Lèn ra cửa Lạch Sung: Điều chỉnh đạt cấp I;
+ Đoạn sông Vạc, sông Lèn (từ bến đò Lèn đến ngã ba Bông), sông Mã (từ ngã ba Bông đến cảng Lệ Môn): Quy hoạch cấp III;
+ Các đoạn tuyến còn lại (kênh Yên Mô, kênh Nga Sơn) quy hoạch cấp IV, các cầu xây mới tĩnh không thông thuyền tối thiểu đạt 5,0 m.
- Tuyến Vạn Gia - Ka Long từ Vạn Gia đến bến Ka Long (thành phố Móng Cái) dài 17 km: Quy hoạch cấp III.
- Các tuyến vùng hồ (05 tuyến) bao gồm: Tuyến vùng hồ Hòa Bình dài 203 km; Tuyến vùng hồ thủy điện Sơn La từ đập thủy điện Sơn La đến đập thủy điện Lai Châu dài 175 km; Tuyến vùng hồ thủy điện Lai Châu từ đập thủy điện Lai Châu đến thượng lưu dài 64 km; Tuyến vùng hồ thủy điện Thác Bà từ đập thủy điện Thác Bà đến Cẩm Nhân dài 50 km; Tuyến vùng hồ thủy điện Tuyên Quang từ đập Tuyên Quang lên thượng lưu theo sông Gâm cũ dài 45 km: Quy hoạch cấp III.

### Khu vực miền Trung
Khu vực miền Trung gồm 10 tuyến:
- Tuyến sông Mã từ cửa Lạch Trào đến Hàm Rồng dài 19,5 km: Quy hoạch cấp II.
- Tuyến sông Lèn từ cửa Lạch Sung đến bến đò Lèn dài 23,5 km: Tuyến phục vụ cho tàu 1.000 T ra vào cảng sông Lèn, quy hoạch đạt cấp I.
- Tuyến sông Lam dài 108 km:

+ Đoạn từ cửa Hội - Bến Thủy dài 19 km: Quy hoạch cấp I;
+ Đoạn từ Bến Thủy - Đô Lương dài 89 km: Quy hoạch cấp III, các cầu xây mới tĩnh không tối thiểu đạt 5 m;
- Tuyến sông Nghèn từ cửa Sót đến cầu Nghèn dài 34,5 km:

+ Đoạn từ cửa Sót đến cảng Hộ Độ dài 14 km: Giữ nguyên quy hoạch cấp III;
+ Đoạn cảng Hộ Độ - cầu Nghèn dài 20,5 km: Quy hoạch từ cấp III xuống cấp IV.
- Tuyến sông Gianh từ cửa Gianh đến Đồng Lào dài 63,5 km;

+ Đoạn từ cửa Gianh đến cảng Gianh dài 2,5 km. Quy hoạch cấp I;
+ Đoạn từ cảng Gianh đến Lèn Bảng dài 29,5 km. Quy hoạch cấp III.
+ Đoạn từ Lèn Bảng đến Đồng Lào dài 33,5 km: Quy hoạch cấp III.
- Tuyến sông Nhật Lệ từ cửa Nhật Lệ đến cầu Long Đại dài 23 km: Điều chỉnh cấp III toàn tuyến.
- Tuyến trên sông Hiếu - sông Thạch Hãn từ cửa Việt đến đập Tràn dài 50 km:

+ Đoạn từ cửa Việt đến Đông Hà trên sông Hiếu: Quy hoạch cấp III;
+ Đoạn từ ngã ba Gia Độ đến đập Tràn trên sông Thạch Hãn: Điều chỉnh xuống cấp IV.
- Tuyến sông Hương từ cửa Thuận An đến ngã ba Tuần dài 34 km: Chủ yếu phục vụ tàu chở khách tham quan du lịch, điều chỉnh từ cấp III xuống cấp IV, tĩnh không các cầu xây mới tối thiểu đạt 2,5 m; đoạn từ cửa Thuận An đến đập Thảo Long quy hoạch cấp III.
- Tuyến Hội An - Cù Lao Chàm: Từ cảng Hội An đến cảng Bãi Làng dài 23,5 km:

+ Đoạn Hội An - Cửa Đại trên sông Thu Bồn dài 6,5 km: Quy hoạch cấp III.
+ Đoạn Cửa Đại - cảng Bãi Làng (Cù Lao Chàm), tuyến ra đảo dài khoảng 17 km: Quy hoạch cấp I.
- Tuyến cảng sông Hàn - cảng Kỳ Hà dài 101 km:

+ Đoạn từ cảng sông Hàn đến ngã ba Vĩnh Điện dài 29 km và đoạn từ ngã ba Vĩnh Điện đến cảng Hội An dài 14,5 km: cấp IV;
+ Đoạn từ cảng Hội An đến cảng Kỳ Hà: cấp IV, các cầu được xây mới tĩnh không tối thiểu đạt 5 m.

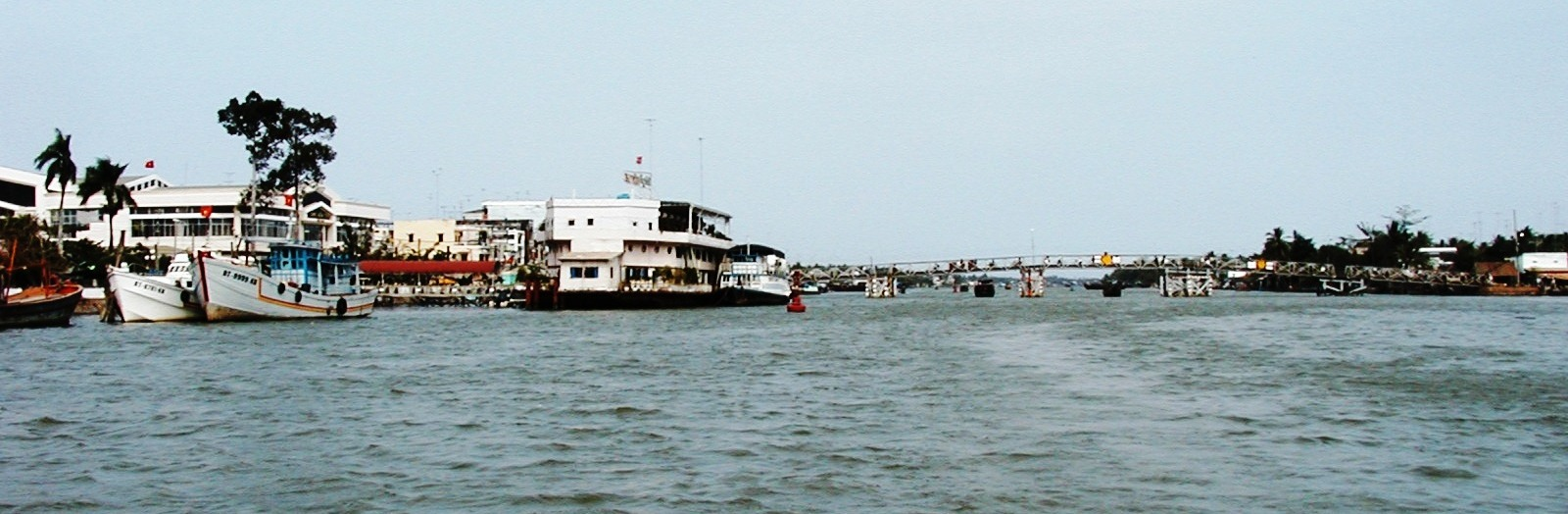
Sông Bến Tre ở thị xã Bến Tre.

### Khu vực phía Nam
Khu vực phía Nam gồm 18 tuyến:
- Tuyến cửa Tiểu - biên giới Campuchia dài 218 km: Đây là tuyến đường thủy nội địa song hành với tuyến hàng hải cho tàu 10.000 T hành thủy nên quy hoạch cấp đặc biệt.
- Tuyến cửa Định An - biên giới Campuchia dài 211 km: toàn tuyến cấp đặc biệt gồm:

+ Đoạn từ cửa Định An đến ngã ba sông Vàm Nao dài khoảng 164 km: quy hoạch cấp đặc biệt, đồng thời đáp ứng cho tàu biển trọng tải đến 10.000T; đoạn từ ngã ba sông Vàm Nao đến thượng lưu cảng Bình Long (An Giang) quy hoạch cấp đặc biệt cho tàu đến 3.000 T;
+ Đoạn từ thượng lưu cảng Bình Long (An Giang) đến biên giới Campuchia dài khoảng 47 km: Quy hoạch cấp I.
- Tuyến Sài Gòn - Cà Mau (qua kênh Xà No) từ ngã ba kênh Tẻ (giao với sông Sài Gòn đến cảng Cà Mau dài 336 km: Toàn tuyến là cấp II, tĩnh không các cầu xây mới đạt tối thiểu 7 m. Riêng một số đoạn khác cấp đồng thời thuộc các tuyến vận tải khác (sông Vàm Cỏ, Cổ Chiên, Hàm Luông, sông Hậu) là cấp đặc biệt; đoạn từ rạch Quang Trung - kênh Xà No đến Cà Mau quy hoạch đạt cấp III.
- Tuyến Vũng Tàu - Thị Vải - Sài Gòn - Mỹ Tho - Cần Thơ từ cảng Bến Đình đến cảng Cần Thơ dài 242,5 km:

+ Đoạn Vũng Tàu - Thị Vải dài 28,5 km: Quy hoạch cấp đặc biệt;
+ Đoạn Thị Vải - Sài Gòn dài 65 km: Quy hoạch cấp II;
+ Đoạn Sài Gòn - Mỹ Tho dài 38,5 km: Quy hoạch cấp II;
+ Đoạn Mỹ Tho - Cần Thơ (qua sông Măng Thít) dài 110,5 km: Giữ nguyên quy hoạch cấp II. Riêng đoạn sông Cổ Chiên quy hoạch cấp đặc biệt.
- Tuyến Sài Gòn - Kiên Lương qua kênh Lấp Vò Sa Đéc từ ngã ba kênh Tẻ qua Kiên Lương đến đầm Hà Tiên dài 320 km: Quy hoạch cấp III.
- Tuyến duyên hải Sài Gòn - Cà Mau dài 367 km (gồm đoạn tuyến Sài Gòn - Đại Ngãi dài 179 km và đoạn Đại Ngãi - Cà Mau dài 188 km): Quy hoạch cấp III.
- Tuyến kênh Sài Gòn - Bến Súc (sông Sài Gòn) từ ngã ba kênh Tẻ đến cảng Bến Súc dài 90 km: Điều chỉnh từ cấp III lên cấp II, các cầu khi xây dựng mới trên tuyến tĩnh không tối thiểu đạt 7 m.
- Tuyến Sài Gòn - Bến Kéo (sông Vàm Cỏ Đông) từ ngã ba kênh Tẻ đến cảng Bến Kéo dài 142,9 km: Quy hoạch cấp III.
- Tuyến Sài Gòn - Mộc Hóa (sông Vàm Cỏ Tây) từ ngã ba kênh Tẻ đến cảng Mộc Hóa dài khoảng 143,4 km: Quy hoạch cấp III.
- Tuyến Sài Gòn - Kiên Lương (qua kênh Tháp Mười số 1) từ ngã ba kênh Tẻ đến Ba Hòn dài 288 km: Quy hoạch cấp III. Các cầu khi xây dựng mới có tĩnh không tối thiểu đạt 5 m.
- Tuyến Mộc Hóa - Hà Tiên từ cảng Mộc Hóa đến Hà Tiên dài 214 km: Đoạn trên kênh Tân Châu là cấp đặc biệt; các đoạn còn lại điều chỉnh đạt cấp IV.
- Tuyến Sài Gòn - Hiếu Liêm (sông Đồng Nai) từ ngã ba kênh Tẻ đến cảng Hiếu Liêm dài khoảng 90 km: Quy hoạch cấp III. Đoạn từ ngã ba kênh Tẻ đến hạ lưu cầu Đồng Nai quy hoạch cấp đặc biệt.
- Tuyến kênh 28 - kênh Phước Xuyên từ thị trấn Cái Bè đến thị trấn Sa Rài (Tân Hồng, Đồng Tháp) dài 76 km: Đoạn ngã ba kênh Hồng Ngự - Vĩnh Hưng đến ngã 6 Mỹ Trung - Kênh 28 dài 54,5 km cấp III; Đoạn ngã 6 Mỹ Trung - Kênh 28 đến sông Tiền (nhánh cù lao Tân Phong) dài 21,3 km cấp IV, tĩnh không các cầu xây mới tối thiểu đạt 5 m.
- Tuyến Rạch Giá - Cà Mau (từ cảng Tắc Cậu - cảng Cà Mau) dài 109 km: Quy hoạch cấp III.
- Tuyến Sài Gòn - Hà Tiên (qua kênh Tháp Mười số 2) dài khoảng 277,6 km: Quy hoạch cấp III. Các cầu xây dựng mới trên tuyến tĩnh không tối thiểu 6 m.
- Tuyến Cần Thơ - Cà Mau (kênh Quản Lộ - Phụng Hiệp) từ cảng Cần Thơ đến cảng Cà Mau dài 102 km (không bao gồm đoạn sông Hậu thuộc luồng hàng hải): Đoạn từ Vàm Cái Côn đến trước cổng ngăn mặn quy hoạch cấp III, tĩnh không tối thiểu 6 m. Đoạn từ cống ngăn mặn đến cảng Cà Mau điều chỉnh từ cấp III xuống cấp IV, tĩnh không các cầu xây mới tối thiểu đạt 3,5 m.
- Tuyến sông Hàm Luông từ ngã ba sông Tiền đến cửa Hàm Luông dài khoảng 90 km: Quy hoạch cấp đặc biệt.
- Tuyến sông Cổ Chiên từ cửa Cổ Chiên đến ngã ba sông Tiền dài 109 km.

+ Đoạn từ cửa Cổ Chiên đến ngã ba kênh Trà Vinh dài 46 km: cấp đặc biệt;
+ Đoạn từ ngã ba kênh Trà Vinh đến ngã ba Cổ Chiên dài 63 km: cấp đặc biệt.

## Danh sách các tuyến đường sông quốc gia
Danh mục đường thủy nội địa quốc gia đã được Ban hành kèm theo Thông tư 15/2016/TT-BGTVT ngày 30 tháng 6 năm 2016 của Bộ trưởng Bộ Giao thông vận tải:
| STT | Tên sông kênh                                                        | Điểm đầu                         | Điểm cuối                                | Chiều dài (Km) | Ghi chú                 |
| --- | -------------------------------------------------------------------- | -------------------------------- | ---------------------------------------- | -------------- | ----------------------- |
| 1   | Sông Hồng                                                            | Ngã ba Nậm Thi                   | Phao số 0 Ba Lạt                         | 544            | Bắc Bộ                  |
| 2   | Sông Đà (bao gồm Hồ Hòa Bình và Hồ Sơn La)                           | Cảng Nậm Nhùm                    | Ngã ba Hồng Đà                           | 436            | Tây Bắc Bộ              |
| 3   | Sông Lô - Gâm                                                        | Chiêm Hóa                        | Ngã ba Việt Trì                          | 151            | Đông Bắc Bộ             |
| 4   | Hồ Thác Bà (qua cảng Hương Lý)                                       | Cẩm Nhân                         | Đập Thác Bà                              | 50             | Tây Bắc Bộ              |
| 5   | Sông Đuống                                                           | Ngã ba Cửa Dâu                   | Ngã ba Mỹ Lộc                            | 68             | Đông Bắc Bộ             |
| 6   | Sông Luộc                                                            | Ngã ba Cửa Luộc                  | Quý Cao                                  | 72             | Đồng bằng sông Hồng     |
| 7   | Sông Đáy                                                             | Cảng Vân Đình                    | Phao số 0 Cửa Đáy                        | 163            | Đồng bằng sông Hồng     |
| 8   | Sông Hoàng Long                                                      | Cầu Nho Quan                     | Ngã ba Gián Khẩu                         | 28             | Ninh Bình               |
| 9   | Sông Nam Định                                                        | Ngã Ba Hưng Long                 | Ngã ba Độc Bộ                            | 33,5           | Nam Định                |
| 10  | Sông Ninh Cơ                                                         | Ngã ba Mom Rô                    | Thượng lưu Cảng Hải Thịnh 800m           | 50             | Nam Định                |
| 11  | Kênh Quần Liêu                                                       | Ngã ba sông Đáy                  | Ngã ba sông Ninh Cơ                      | 3,5            | Nam Định                |
| 12  | Sông Vạc                                                             | Ngã ba sông Vân                  | Ngã ba Kim Đài                           | 28,5           | Ninh Bình               |
| 13  | Kênh Yên Mô                                                          | Ngã ba Chính Đại                 | Ngã ba Đức Hậu                           | 14             | Ninh Bình               |
| 14  | Sông Thái Bình                                                       | Quý Cao                          | Cửa Thái Bình                            | 36             | Đồng bằng sông Hồng     |
| 15  | Sông Thái Bình                                                       | Ngã ba Lác                       | Ngã ba Mía                               | 64             | Đồng bằng sông Hồng     |
| 16  | Sông Cầu                                                             | Hà Châu                          | Ngã ba Lác                               | 104            | Đông Bắc Bộ             |
| 17  | Sông Bằng Giang                                                      | Thị xã Cao Bằng                  | Thủy Khẩu                                | 56             |                         |
| 18  | Sông Lục Nam                                                         | Chũ                              | Ngã ba Nhãn                              | 56             | Đông Bắc Bộ             |
| 19  | Sông Thương                                                          | Bố Hạ                            | Ngã ba Lác                               | 62             | Đông Bắc Bộ             |
| 20  | Sông Công                                                            | Cải Đan                          | Ngã ba Sông Cầu - Sông Công              | 19             | Thái Nguyên             |
| 21  | Sông Kinh Thầy                                                       | Ngã ba Nấu Khê                   | Ngã ba Trại Sơn                          | 44,5           | Hải Dương               |
| 22  | Sông Kinh Môn                                                        | Ngã ba Kèo                       | Ngã ba Nống                              | 45             | Hải Dương               |
| 23  | Sông Kênh Khê                                                        | Ngã ba Văn úc                    | Ngã ba Thái Bình                         | 3              | Hải Phòng               |
| 24  | Sông Lai Vu                                                          | Ngã ba Vũ Xá                     | Ngã ba Cửa Dưa                           | 26             | Hải Dương               |
| 25  | Sông Mạo Khê                                                         | Ngã ba Bến Triều                 | Ngã ba Bến Đụn                           | 18             | Quảng Ninh              |
| 26  | Sông Cầu Xe - Mía                                                    | Âu Cầu Xe                        | Ngã ba Văn Úc                            | 6              |                         |
| 27  | Sông Gùa - Văn Úc                                                    | Ngã Mũi Gươm                     | Cửa Văn Úc                               | 61             |                         |
| 28  | Sông Hoá                                                             | Ngã ba Ninh Giang                | Cửa Ba Giai                              | 36,5           |                         |
| 29  | Sông Trà Lý                                                          | Ngã ba Phạm Lỗ                   | Cửa Trà Lý                               | 70             | Thái Bình               |
| 30  | Sông Hàn - Cấm                                                       | Ngã ba Trại Sơn                  | Hạ lưu cầu Kiền 200m                     | 16             |                         |
| 31  | Sông Phi Liệt - Đá Bạch                                              | Ngã ba Đụn                       | Ngã ba sông Giá - sông Bạch đằng         | 30,3           |                         |
| 32  | Sông Đào Hạ Lý                                                       | Ngã ba Niệm                      | Ngã ba Xi măng                           | 3              |                         |
| 33  | Sông Lạch Tray                                                       | Ngã ba Kênh Đồng                 | Cửa Lạch Tray                            | 49             |                         |
| 34  | Sông Ruột Lợn                                                        | Ngã ba Đông Vàng Chấu            | Ngã ba Tây Vàng Chấu                     | 7              |                         |
| 35  | Sông Uông                                                            | Cầu đường bộ 1                   | Ngã ba Điền Công                         | 14             |                         |
| 36  | Luồng Hạ Long - Yên Hưng                                             | Bến khách Hòn Gai                | Đèn Quả Xoài                             | 24,5           |                         |
| 37  | Luồng Bái Tử Long - Lạch Sâu                                         | Hòn Đũa                          | Hòn Vụng Dại                             | 25             | Quảng Ninh              |
| 45  | Luồng Hạ Long-Cát Bà (bao gồm Lạch Tùng gấu cửa Đông ; Lạch Bãi Bèo) | Hòn Mười Nam                     | Vịnh Cát Bà                              | 30,5           |                         |
| 48  | Lạch Cẩm Phả - Hạ Long                                               | Vũng Đục                         | Hòn Tôm                                  | 29,5           |                         |
| 49  | Luồng Móng Cái - Vân Đồn - Cẩm Phả                                   | Vạn Tâm                          | Hòn Buộm                                 | 96             |                         |
|     | Luồng Vân Đồn - Cô Tô                                                | Cảng Cái Rồng                    | Cảng Cô Tô                               | 55             |                         |
| 42  | Luồng Sậu Động - Tiên Yên                                            | Thị trấn Tiên Yên                | Cửa Sậu Động                             | 41             |                         |
| 43  | Luồng Nhánh Vạ Ráy ngoài                                             | Vạ Ráy ngoài                     | Đông Bìa                                 | 12             |                         |
| 44  | Sông Chanh                                                           | Ngã ba sông Chanh- Bạch Đằng     | Hạ lưu cầu Mới 200 m                     | 6              | Hải Phòng               |
| 45  | Luồng Bài Thơ - Đầu Mối                                              | Núi Bài Thơ                      | Hòn Đầu Mới                              | 46,6           |                         |
| 53  | Luồng Lạch Ngăn - Lạch Giải (qua Hòn Một)                            | Ghềnh Đầu Phướn                  | Hòn Sãi Cóc                              | 22             | Quảng Ninh              |
| 62  | Sông Móng Cái                                                        | Thị xã Móng Cái                  | Vạn Tâm                                  | 17             | Quảng Ninh              |
| 63  | Luồng Hòn Đũa - Cửa Đối                                              | Hòn Đũa                          | Cửa Đối                                  | 46,6           | Quảng Ninh              |
| 49  | Luồng Tài Xá - Mũi Chùa                                              | Tài Xá                           | Mũi Chùa                                 | 31,5           |                         |
| 70  | Kênh Nga Sơn                                                         | Ngã ba Chế Thôn                  | Điện Hộ                                  | 27             | Thanh Hóa               |
| 71  | Sông Lèn                                                             | Ngã ba Bông                      | Ngã ba Yên Lương                         | 31             | Thanh Hóa               |
| 72  | Kênh De                                                              | Ngã ba Yên Lương                 | Ngã ba Trường Xá                         | 6,5            | Thanh Hóa               |
| 73  | Sông Trường (Tào)                                                    | Ngã ba Trường Xá                 | Ngã ba Hoằng Hà                          | 6,5            | Thanh Hóa               |
| 74  | Kênh Choán                                                           | Ngã ba Hoằng Hà                  | Ngã ba Hoằng Phụ                         | 15             | Thanh Hóa               |
| 75  | Sông Mã                                                              | Ngã ba Vĩnh Ninh                 | Cách cầu Hoàng Long 200m về phía hạ lưu  | 36             | Thanh Hóa               |
| 76  | Sông Bưởi                                                            | Kim Tân                          | Ngã ba Vĩnh Ninh                         | 25,5           | Thanh Hóa               |
| 77  | Sông Lam                                                             | Đô Lương                         | THượng lưu cách bến thủy 200 m           | 96,5           | Nghệ An                 |
| 78  | Sông Hoàng Mai                                                       | Cầu Tây                          | Cửa Lạch Cờn                             | 18             | Nghệ An                 |
| 79  | Sông La                                                              | Ngã ba Linh Cảm                  | Ngã ba Núi Thành                         | 13             | Hà Tĩnh                 |
| 80  | Sông Nghèn                                                           | Cầu Nghèn                        | Cửa Sót                                  | 38,5           | Hà Tĩnh                 |
| 81  | Sông Rào Cái                                                         | Thị trấn Cẩm Xuyên               | Ngã ba Sơn                               | 37             | Hà Tĩnh                 |
| 82  | Sông Gianh                                                           | Đồng Lào                         | Thượng lưu cảng xăng dầu sông Gianh 200m | 63             | Quảng Bình              |
| 83  | Sông Son                                                             | Hang Tối                         | Ngã ba Văn Phú                           | 36             | Quảng Bình              |
| 84  | Sông Nhật Lệ                                                         | Cầu Long Đại                     | Thượng lưu cảng Nhật Lệ 200m             | 19             | Quảng Bình              |
| 85  | Sông Hiếu                                                            | Bến Đuồi                         | Thượng lưu cảng Cửa Việt 200m            | 27             | Quảng Trị               |
| 86  | Sông Thạch Hãn                                                       | Ba Lòng                          | Ngã ba Gia Độ                            | 46             | Quảng Trị               |
| 87  | Sông Hương                                                           | Ngã ba Tuần                      | Thượng lưu cảng xăng dầu Thuận An 200m   | 34             | Thừa Thiên Huế          |
| 88  | Phá Tam Giang và Đầm Thủy Tú                                         | Vân Trình                        | Cửa Tư Hiền                              | 74             | Thừa Thiên Huế          |
| 89  | Sông Trường Giang                                                    | Ngã ba An Lạc                    | Cảng Kỳ Hà                               | 67             |                         |
| 90  | Sông Thu Bồn                                                         | Phà Nông Sơn                     | Cửa Đại                                  | 65             | Quảng Nam               |
| 91  | Hồ Trị An                                                            | Cầu La Ngà                       | Thượng lưu đập Trị An                    | 40             |                         |
| 92  | Sông Đồng Nai                                                        | Ngã ba sông Bé                   | Ngã ba sông Sâu                          | 84,5           |                         |
| 93  | Nhánh cù lao ông Cồn                                                 |                                  |                                          | 1              |                         |
| 94  | Sông Sài Gòn                                                         | Hạ lưu đập Dầu Tiếng 2 km        | Cầu Sài Gòn                              | 129,5          |                         |
| 95  | Sông Vàm Cỏ Đông                                                     | Cảng Bến Kéo                     | Ngã ba sôngVàm Cỏ Đông - Tây             | 131            |                         |
| 96  | Sông Vàm Cỏ Tây                                                      | Vĩnh Hưng                        | Ngã ba sông Vàm Cỏ Đông - Tây            | 158,5          | Long An, Tiền Giang     |
| 97  | Sông Vàm Cỏ                                                          | Ngã ba sông Vàm Cỏ Đông-Tây      | Ngã ba sông Soài Rạp                     | 35,5           | Long An, Tiền Giang     |
| 98  | Kênh Tẻ                                                              | Ngã ba sông Sài Gòn              | Ngã ba Kênh Đôi                          | 4,5            |                         |
| 99  | Kênh Đôi                                                             | Ngã ba Kênh Tẻ                   | Ngã ba sôngChợ Đệm Bến Lức               | 8,5            |                         |
| 100 | Sông Chợ Đệm Bến Lức                                                 | Ngã ba Kênh Đôi                  | Ngã ba sông Vàm Cỏ Đông                  | 20             |                         |
| 101 | Kênh Thủ Thừa                                                        | Ngã ba sôngVàm Cỏ Đông           | Ngã ba sông Vàm Cỏ Tây                   | 10,5           |                         |
| 102 | Rạch Ông Lớn                                                         | Ngã ba Kênh Tẻ                   | Ngã ba Kênh cây Khô                      | 5              |                         |
| 103 | Kênh Cây Khô                                                         | Ngã ba sông Cần Giuộc            | Ngã ba rạchÔng Lớn                       | 3,5            |                         |
| 104 | Sông Cần Giuộc                                                       | Ngã ba kênhCây Khô               | Ngã ba sông Soài Rạp                     | 35,5           |                         |
| 105 | Kênh Nước Mặn                                                        | Ngã ba kênh Nước Mặn - Cần Giuộc | Ngã ba kênh NướcMặn-Vàm Cỏ               | 2              |                         |
| 106 | Rạch ông Trúc                                                        | Sông Thị Vải                     | Tắt Nha Phương                           | 1,6            |                         |
| 107 | Tắt Nha Phương                                                       | Rạch Ông Trúc                    | Sông Đồng Kho                            | 1,7            |                         |
| 108 | Sông Đồng Kho                                                        | Tắt Nha phương                   | Tắt ông Trung                            | 7              |                         |
| 109 | Tắt ông Trung                                                        | Sông Đồng Kho                    | Sông Đồng Tranh                          | 3,4            |                         |
| 110 | Sông Đồng Tranh                                                      | Ngã ba sông Lòng Tàu             | Ngã ba sông Ngã Bảy                      | 25,3           |                         |
| 111 | Tắt ông Cu - Tắt Bài                                                 | Ngã ba Sông Gò Gia               | Ngã ba sông Đồng Tranh                   | 7,5            |                         |
| 112 | Tắt ông Nghĩa                                                        | Ngã ba Sông Lòng tàu             | Kênh Bà Tống                             | 3,3            |                         |
| 113 | Kênh Bà Tống                                                         | Ngã ba kênh Tắt ông Nghĩa        | Ngã ba sông Soài rạp                     | 3,2            |                         |
| 114 | Sông Dần Xây                                                         | Ngã ba Sông Lòng Tàu             | Ngã ba Sông Dinh Bà                      | 4,4            |                         |
| 115 | Sông Dinh Bà                                                         | Ngã ba Sông Dần Xây              | Ngã ba sông Lò Rèn                       | 6,1            |                         |
| 116 | Sông Lò Rèn                                                          | Ngã ba Sông Dinh Bà              | Ngã ba sông Vàm Sát                      | 4,1            |                         |
| 117 | Sông Vàm Sát                                                         | Ngã ba Sông Lò Rèn               | Ngã ba sông Soài Rạp                     | 9,7            |                         |
| 118 | Rạch Lá                                                              | Ngã ba sôngVàm Cỏ                | Ngã kênh Chợ Gạo                         | 10             |                         |
| 119 | Kênh Chợ Gạo                                                         | Ngã ba Rạch Lá                   | Ngã ba Rạch Kỳ Hôn                       | 11,5           |                         |
| 120 | Rạch Kỳ Hôn                                                          | Ngã ba kênh Chợ Gạo              | Ngã ba sông Tiền                         | 7              |                         |
| 121 | Sông Tiền                                                            | Biên giới Campuchia              | Thượng lưu cảng Mỹ Tho 500m              | 176,7          |                         |
| 122 | Nhánh cù lao Bình Thành                                              | Bình Hàng Trung - Cao Lãnh       | Bình Hàng Tây - Cao Lãnh                 | 4              |                         |
| 123 | Nhánh cù lao Tây, Cù lao Ma                                          | Phú Thuận B - Hồng Ngự           | Tân Long - Huyện Thanh Bình              | 27             |                         |
| 124 | Nhánh cù lao Long Khánh                                              | Long Khánh A -Hồng Ngự           | Long Khánh B -Hồng Ngự                   | 10             |                         |
| 125 | Kênh Hồng Ngự - Vĩnh Hưng                                            | Vĩnh Hưng                        | Ngã ba sông Tiền                         | 42             |                         |
| 126 | Kênh Tháp Mười số 1                                                  | Ngã ba sôngTiền                  | Ngã ba sôngVàm Cỏ Tây                    | 90,5           |                         |
| 127 | Kênh Tháp Mười số 2                                                  | Ngã ba sông Tiền                 | Ngã ba sông Vàm Cỏ Tây                   | 93,5           |                         |
| 128 | Kênh Phước Xuyên                                                     | Ngã ba kênh Hồng Ngự             | Ngã ba kênh 4 Bis                        | 28             |                         |
| 129 | Kênh 4 bis                                                           | Ngã ba kênh Đồng Tiến            | Ngã ba kênh Nguyễn Văn Tiếp              | 16,5           |                         |
| 130 | Kênh Tư Mới                                                          | Ngã ba kênh 4 Bis                | Ngã ba kênh 28                           | 10             |                         |
| 131 | Kênh 28                                                              | Ngã ba kênh Tư Mới               | Nhã ba sông Tiền                         | 20             |                         |
| 132 | Kênh Xáng Long Định                                                  | Ngã ba sông Tiền                 | Ngã ba kênh Tháp Mười số 2               | 18,5           |                         |
| 133 | SôngVàm Nao                                                          | Ngã ba sông Tiền                 | Ngã ba sông Hậu                          | 6,5            |                         |
| 134 | Kênh Tân Châu                                                        | Ngã ba sông Tiền                 | Ngã ba sông Hậu                          | 9,5            |                         |
| 135 | Kênh Lấp Vò Sa Đéc                                                   | Ngã ba sông Tiền                 | Ngã ba sông Hậu                          | 50             |                         |
| 136 | Rạch ông Chưởng                                                      | Ngã ba sông Tiền (Chợ Mới)       | Ngã ba sông Hậu                          | 23             |                         |
| 137 | Kênh Chẹt Sậy                                                        | Ngã ba sông Tiền (Vàm Gia Hòa)   | Ngã ba sông Bến Tre                      | 9              |                         |
| 138 | Sông Bến Tre                                                         | Ngã ba sông Bến Tre Hàm Luông    | Ngã ba kênh Chẹt Sậy                     | 7,5            |                         |
| 139 | Sông Hàm Luông                                                       | Ngã ba sông Tiền                 | Cửa Hàm Luông                            | 86             |                         |
| 140 | Rạch và Kênh Mỏ Cày                                                  | Ngã ba sông Hàm Luông            | Ngã ba sông Cổ Chiên                     | 16             |                         |
| 141 | Kênh Chợ Lách                                                        | Ngã ba Chợ Lách-Sông Tiền        | Ngã ba Chợ Lách - Cổ Chiên               | 10,7           |                         |
| 142 | Sông Cổ Chiên                                                        | Ngã ba Sông Cổ Chiên - Sông Tiền | Cửa Cổ Chiên                             | 109            |                         |
| 143 | Nhánh Cung Hầu                                                       | Ngã ba sông Cổ Chiên             | Ngã ba kênh Trà Vinh                     | 4              |                         |
| 144 | Kênh Trà Vinh                                                        | Ngã ba sông Cổ Chiên             | Cầu Trà Vinh                             | 4,5            |                         |
| 145 | Sông và Kênh Măng Thít                                               | Ngã ba Măng Thít - Cổ Chiên      | Ngã ba rạch Trà Ôn                       | 42             |                         |
| 146 | Rạch Trà Ôn                                                          | Ngã ba sông Măng Thít            | Ngã ba sông Hậu                          | 5              |                         |
| 147 | Sông Hậu                                                             | Ngã ba kênh Tân Châu             | Thượng lưu cảng Cần Thơ 300m             | 107,5          |                         |
| 148 | Nhánh cù lao Ông Hổ                                                  | Thị trấn An Châu - Châu Thành    | Mỹ Hoà Hưng - Thành phố Long Xuyên       | 7,5            |                         |
| 149 | Nhánh Năng Gù - Thị Hoà                                              | Bình Mỹ - Huyện Châu Phú         | An Hoà - Châu Thành                      | 16             |                         |
| 150 | Sông Châu Đốc                                                        | Ngã ba sông Hậu                  | Ngã ba kênh Vĩnh Tế                      | 1,5            |                         |
| 151 | Kênh Vĩnh Tế                                                         | Ngã ba sông Châu Đốc             | Bến Đá                                   | 8,5            | An Giang, Kiên Giang    |
| 152 | Kênh Tri Tôn Hậu Giang                                               | Ngã ba kênh Rạch Giá Hà Tiên     | Ngã ba sông Hậu                          | 57,5           | An Giang, Kiên Giang    |
| 153 | Kênh Ba Thê                                                          | Ngã ba sông Hậu                  | Ngã ba kênh Rạch Giá Hà Tiên             | 57             | An Giang, Kiên Giang    |
| 154 | Kênh Rạch Giá Long Xuyên                                             | Ngã ba sông Hậu                  | Cửa Rạch Giá                             | 63,5           | Kiên Giang, An Giang    |
| 155 | Kênh Rạch Sỏi Hậu Giang                                              | Ngã ba sông Hậu                  | Ngã ba kênh Ông Hiển Tà Niên             | 59             | An Giang, Kiên Giang    |
| 156 | Kênh Mặc Cần Dưng                                                    | Ngã ba kênh Ba Thê               | Ngã ba kênh Tám Ngàn                     | 12,5           | An Giang                |
| 157 | Kênh Tám Ngàn                                                        | Ngã ba kênh Mạc Cần Dưng         | Ngã ba kênh Rạch Giá Hà Tiên             | 36             | An Giang, Kiên Giang    |
| 158 | Kênh Rạch Giá Hà Tiên                                                | Ngã ba kênh Rạch Giá Long Xuyên  | Cửa biển                                 | 84,5           | Kiên Giang              |
| 159 | Kênh Ba Hòn                                                          | Ngã ba kênh Rạch Giá Hà Tiên     | Cống Ba Hòn                              | 5              | (Kiên Lương) Kiên Giang |
| 160 | Kênh Vành đai - Rạch Giá                                             | Kênh Rạch Sỏi Hậu Giang          | Kênh Rạch Gía Hà Tiên                    | 8              |                         |
| 161 | Kênh Đòn Giông                                                       | Kênh Vành Đai                    | Kênh ông Hiển Tà Niên                    | 5              | Kiên Giang              |
| 162 | Kênh Ông Hiển Tà Niên                                                | Ngã ba sông Cái Bé               | Ngã ba kênh Tắc Ráng                     | 8,5            |                         |
| 163 | Rạch Cần Thơ                                                         | Ngã ba sông Hậu                  | Ngã ba kênh Xà No                        | 16             |                         |
| 164 | Kênh Xà No                                                           | Ngã ba rạch Cần Thơ              | Ngã ba rạch Cái Nhứt                     | 39,5           |                         |
| 165 | Rạch Cái Nhứt                                                        | Ngã ba kênh Xà No                | Ngã ba rạch Cái Tư                       | 3              |                         |
| 166 | Rạch Cái Tư                                                          | Ngã ba rạch Cái Nhứt             | Ngã ba sông Cái Lớn                      | 12,5           |                         |
| 167 | Rạch Ngã Ba Đình                                                     | Ngã ba rạch Cái Tàu              | Ngã ba kênh Sông Trẹm Cạnh Đền           | 11,5           |                         |
| 168 | Kênh Sông Trẹm Cạnh Đền                                              | Ngã ba rạchNgã Ba Đình           | Ngã ba kênh sông Trẹm                    | 33,5           |                         |
| 169 | Kênh Tắt Cây Trâm                                                    | Ngã ba sông Cái Lớn              | Ngã ba rạch Cái Tàu                      | 5              |                         |
| 170 | Rạch Cái Tàu                                                         | Ngã ba Kênh Tắt Cây Trâm         | Ngã ba sông Cái Lớn                      | 18             |                         |
| 171 | Sông Cái Bé                                                          | Ngã ba kênh Thốt Nốt             | Rạch Khe Luông                           | 54             |                         |
| 172 | Rạch Khe Luông                                                       | Ngã ba sông Cái Bé               | Ngã ba sông Cái Lớn                      | 1,5            |                         |
| 173 | Sông Cái Lớn                                                         | Ngã ba Tắt Cây Trâm              | Cửa Cái Lớn                              | 56             | Kiên Giang, Hậu Giang   |
| 174 | Kênh Tắc Cậu                                                         | Ngã ba sông Cái Lớn              | Ngã ba sông Cái Bé                       | 1,5            | (Châu Thành) Kiên Giang |
| 175 | Rạch Cái Côn                                                         | Ngã ba sông Hậu                  | Ngã bảy Phụng Hiệp                       | 16,5           |                         |
| 176 | Kênh Quản Lộ Phụng Hiệp                                              | Ngã 7 Phụng Hiệp                 | Cà Mau                                   | 105            |                         |
| 177 | Rạch Ô Môn                                                           | Ngã ba Sông Hậu                  | Ngã ba Kênh Thị Đội                      | 15,2           |                         |
| 178 | Kênh Thị Đội Ô Môn                                                   | Ngã ba Rạch Ô Môn                | Ngã ba Kênh Thốt Nốt                     | 27,5           |                         |
| 179 | Kênh Thốt Nốt                                                        | Ngã ba kênh Thị Đội Ô Môn        | Ngã ba Sông Cái Bé                       | 4,8            |                         |
| 180 | Sông Trèm Trẹm                                                       | Ngã ba sông Ông Đốc              | Ngã ba kênhTân Bằng Cán Gáo              | 40             |                         |
| 181 | Kênh Tân Bằng Cán Gáo                                                | Ngã ba sôngTrèm Trẹm             | Ngã ba sông Cái Lớn                      | 40             |                         |
| 182 | Sông Tắt Thủ                                                         | Ngã ba sông Ông Đốc              | Ngã ba sông Gành Hào                     | 4,5            |                         |
| 183 | Sông Ông Đốc                                                         | Ngã ba sông Trèm Trẹm            | Cửa Ông Đốc                              | 49,5           |                         |
| 184 | Kênh Tắt Cù Lao Mây                                                  | Sông Hậu (phía Trà Ôn)           | Sông Hậu (phía Cái Côn)                  | 3,5            |                         |
| 185 | Rạch Đại Ngải                                                        | Ngã ba sông Hậu                  | Ngã ba kênh Phú Hữu Bãi Xàu              | 4,5            |                         |
| 186 | Kênh Phú Hữu Bãi Xàu                                                 | Ngã ba rạch Đại Ngải             | Ngã ba rạch Thạnh Lợi                    | 15,5           |                         |
| 187 | Rạch Thạnh Lợi                                                       | Ngã ba kênh Phú Hữu Bãi Xàu      | Ngã bakênh Ba Xuyên Dừa Tho              | 1,5            |                         |
| 188 | Rạch Ba Xuyên Dừa Tho                                                | Ngã ba sông Cổ Cò                | Ngã ba rạchThạnh Lợi                     | 20             |                         |
| 189 | Sông Cổ cò                                                           | Ngã ba kênh Ba Xuyên Dừa Tho     | Ngã ba kênh Bạc Liêu Vàm Lẻo             | 19             |                         |
| 190 | Kênh Bạc Liêu - Vàm Lẽo                                              | Ngã ba sông Cổ Cò                | Ngã ba kênh Bạc Liêu Cà Mau              | 18             |                         |
| 191 | Kênh Bạc Liêu Cà Mau                                                 | Ngã ba kênh Bạc Liêu Vàm Lẻo     | Ngã ba sông Gành Hào                     | 67             |                         |
| 192 | Sông Gành Hào                                                        | Ngã ba sông Tắt Thủ              | Phao số 0 Gành Hào                       | 62,5           |                         |
| 193 | Kênh Cái Nháp                                                        | Ngã ba sông Bảy Hạp              | Ngã ba sông Cửa Lớn                      | 11             |                         |
| 194 | Kênh Lương Thế Trân                                                  | Ngã ba sông Ông Đốc              | Ngã ba sông Gành Hào                     | 10             |                         |
| 195 | Kênh Hộ Phòng Gành Hào                                               | Hộ Phòng                         | Ngã ba kênh Gành Hào                     | 18             |                         |
| 196 | Kênh Bảy Hạp Gành Hào                                                | Ngã ba sông Gành Hào             | Ngã ba sông Bảy Hạp                      | 9              |                         |
| 197 | Sông Bảy Hạp                                                         | Ngã ba kênh Bảy Hạp Gành Hào     | Ngã ba kênh Năm Căn Bảy Hạp              | 25             |                         |
| 198 | Kênh Tắt Năm Căn                                                     | Ngã ba sông Bảy Hạp              | Năm Căn                                  | 11,5           |                         |

## Cảng sông Việt Nam
Cảng sông Việt Nam được quản lý bởi Cục Đường thủy nội địa Việt Nam thuộc Bộ Giao thông Vận tải Việt Nam trong khi các cảng biển Việt Nam được quản lý bởi Cục Hàng Hải Việt Nam. Cảng sông Việt Nam được phân loại theo quy mô (cảng đầu mối, cảng địa phương, cảng chuyên dùng) hoặc chức năng (cảng hàng hóa là cảng tổng hợp và cảng hành khách là cảng du lịch).

## Lịch sử ngành đường sông Việt Nam
Ngày 11-8-1956, Chính phủ Việt Nam Dân chủ Cộng hòa ra Nghị định số 70/NĐ thành lập Cục Vận tải Đường thủy do ông Lý Văn Sâm làm Cục trưởng, trụ sở đóng tại số nhà 54 phố Hàng Chuối - Hà Nội.
Ngày 5-5-1965 Bộ GTVT ra Quyết định số 1046/QĐ giải thể Cục Vận tải Đường thủy để thành lập Cục Vận tải Đường biển và Cục Vận tải Đường sông.
Từ tháng 4-1966, máy bay Mỹ tăng cường đánh phá các trọng điểm GTVT ở Việt Nam trong đó có Long Đại, sông Gianh, Hoàng Mai, Bến Thủy, Hàm Rồng, kênh đào Nhà Lê (Kênh Gâm, Kênh Than), các đoạn sông thuộc Thanh Hóa, Nghệ An, Hà Tĩnh,...
Bộ GTVT có chủ trương đào và khai thác kênh Nhà Lê với chiều dài 500 km từ Ninh Bình xuyên qua Thanh Hóa, Nghệ An vào tậm Cẩm Xuyên (Hà Tĩnh). Các đội khảo sát được huy động khẩn trương đo đạc. Các công trường nạo vét thủ công phân chia theo địa giới tỉnh được đồng loạt mở ra ở 4 tỉnh (Ninh Bình, Thanh Hóa, Nghệ An, Hà Tĩnh). Bộ GTVT thành lập Ban Chỉ đạo nạo vét toàn tuyến kênh, gọi tắt là Ban KT65 do ông Quang Tuần làm Trưởng ban.
Đến hết năm 1965, toàn tuyến kênh Nhà Lê đã nạo vét được 365.000m3. Những đoạn cạn nhất đã được đào sâu 0.5-0.6m. Khi thủy triều lên độ sâu đạt 1-1.2m. Các loại thuyền có trọng tải 10 tấn đã có thể đi lại thông suốt từ Thanh Hóa đến Vinh theo hai con nước triều trong tháng. Năm 1966, Bộ GTVT đã điều động 3 đại đội thanh niên xung phong tổng số gần 1.000 đội viên nam nữ chốt tại các khúc kênh quan trọng như kênh Son, kênh Ma Đa, kênh Cấm, kênh Sắt. Do nhu cầu vận chuyển hàng từ ngoài Bắc vào Nghệ An, Hà Tĩnh rất cấp bách, Cục Đường sông đã cho huy động các thuyền có trọng tải từ 15 tấn trở xuống đi làm nghĩa vụ vận tải trên tuyến kênh Nhà Lê từ Thanh Hóa vào Vinh. Ban khai thác kênh Nhà Lê năm 1966 gọi tắt là "Ban KT66" được Bộ GTVT thành lập, chịu trách nhiệm chủ huy các lực lượng vừa nạo vét kênh, vừa vận tải, vừa trực tiếp bắn máy bay địch, vừa rà phá bom từ trường.
Sau khi giải thể Ban KT66 ngày 28/3/1969, Cục Đường sông đã thành lập Công ty vận tải 208. Quý IV năm 1969, Bộ GTVT quyết định thành lập 2 nhà máy CK69 và CK71 nhằm tăng năng lực sửa chữa phương tiện cho Cục Đường sông. Ty Quản lý đường sông (QLĐS) được thành lập theo Quyết định số 641/QĐ-TC ngày 28/3/1969, là một tổ chức quản lý giúp việc cho Cục về chuyên môn kỹ thuật, về đào tạo, về nhân sự, chính trị tư tưởng, về tài chính đối với các Đoạn QLĐS của toàn miền Bắc. Trụ sở Ty đặt tại ngoại thành Hà Nội (Liên Mạc, Cổ Nhuế, Tương Mai). Do yêu cầu thời chiến, Cục đã thành lập thêm Đoạn QLĐS số 10 (Nghệ An), sau đó thành lập thêm các Đoạn QLĐS Hải Phòng, Hải Hưng và Hà Nội. Đến năm 1973 thành lập thêm Đoạn QLĐS Quảng Bình. Riêng kênh đào Nhà Lê có các trạm: KT601, KT603, KT605, KT607 và KT609. Các trạm này quản lý 346 km từ ngã ba Chính Đại vào đến Bến Thủy.
Ngày 11-8-1976 là mốc ra đời Phân Cục Đường sông miền Nam trực thuộc Cục Vận tải Đường sông, chính thức thống nhất Ngành Đường sông Việt Nam. Tính đến đầu năm 1978, các địa phương có đường sông, kênh đã làm xong việc điều tra cơ bản, xác định số lượng phương tiện vận tải thủy của tư nhân với 636 tàu, thuyền tổng trọng tải 43.282 tấn phương tiện; thành lập được 12 hợp tác xã vận tải đường sông. Đến hết năm 1980, Ngành Đường sông vẫn là ngành thực hiện khối lượng vận tải lớn trong toàn ngành GTVT (chiếm 38% về tấn và 40% về TKm). Hình thức đại lý liên hiệp vận chuyển ở một số mặt hàng trên một số tuyến đã đem lại kết quả bước đầu.
Sau Đại hội đảng toàn quốc lần thứ VI năm 1986, Việt Nam bước vào thời kỳ đổi mới; đường lối đổi mới cơ bản là phát triển nền kinh tế thị trường theo định hướng XHCCN. Ngày 30/01/1993, thành lập Cục Đường sông Việt Nam (ĐSVN) trực thuộc Bộ GTVT trên cơ sở sáp nhập Tổng Công ty vận tải đường sông I và Khu Quản lý đường sông. Cục ĐSVN là cơ quan quản lý nhà nước chuyên ngành về giao thông vận tải đường sông trong phạm vi cả nước bao gồm sông hồ, kênh rạch, đường ven vịnh, đường từ bờ ra đảo và giữa các đảo.

## Thông tin cần xem thêm
- Cảng sông Việt Nam
- Sông Việt Nam
- Sông
- Cầu bắc qua sông